# Charlotte Church
Charlotte Maria Church, nata Charlotte Maria Reed (Cardiff, 21 febbraio 1986), è una cantautrice, attrice e conduttrice televisiva britannica.
È diventata famosa nell'infanzia come cantante di musica classica prima di intraprendere anche una carriera di cantante pop nel 2005. Si è esibita per la regina Elisabetta II, il principe Carlo, il principe Filippo d'Inghilterra, i presidenti statunitensi Bill Clinton e George Bush, Rupert Murdoch e papa Giovanni Paolo II.

## Biografia
Nacque a Llandaff, un distretto di Cardiff, Galles. A 11 anni e cantò Pie Jesu al telefono, nello spettacolo TV This morning nel '97, seguito dalla sua esibizione a Big, big talent show su ITV nel '98. A questo seguirono esibizioni al «Cardiff Arms Park», «Royal Albert Hall». Aprì poi i concerti di Shirley Bassey.
La Church fu presentata a un impresario di Cardiff, Jonathan Shalit, che divenne il suo manager e negoziò un contratto con la Sony BMG. Il suo primo album, Voice of an Angel, era una raccolta di arie, canzoni sacre e brani tradizionali che vendette milioni di copie e la rese l'artista più giovane ad avere un album al primo posto nella classifica inglese di musica classica.
Il suo secondo disco, Charlotte Church, comprendeva brani religiosi, operistici e tradizionali. 
Nel 2000 pubblicò un album di motivi di Natale, Dream a dream.
Nel 2001 la Church aggiunse più pop, swing e Broadway nel suo album Enchantment, interpretò un brano della colonna sonora del film A beautiful mind di Ron Howard.
Nel 2002, all'età di 16 anni, pubblicò una raccolta di canzoni, Prelude: the best of Charlotte, e prese parte ad un tour con Julie Andrews e Christopher Plummer, concludendo in tal modo la sua esperienza nella musica classica.
Pubblicò il primo disco di musica pop nel 2005, Tissues and issues.
Nell'aprile 2006 si esibì in tre concerti a Glasgow, Londra e Cardiff.

## Vita privata
È stata legata sentimentalmente, dal 2005 al 2010, al rugbista gallese Gavin Henson, da cui ha avuto due figli.

## Discografia

### Album in studio
- 1998 - Voice of an Angel
- 1999 - Charlotte Church
- 2000 - Dream a Dream
- 2001 - Enchantment
- 2005 - Tissues and Issues
- 2010 - Back to Scratch

### EP
- 2012 - ONE
- 2013 - TWO
- 2013 - THREE
- 2014 - FOUR

### Raccolte
- 2002 - Prelude: The Best of Charlotte Church
- 2013 - One & Two